# Carola Vila Obiols
Carola Vila Obiols (* 19. Januar 1999 in Escaldes-Engordany) ist eine andorranische Skilangläuferin.

## Werdegang
Obiols trat international erstmals bei den Olympischen Jugend-Winterspielen 2016 in Lillehammer in Erscheinung. Dort belegte sie den 40. Platz im Cross, den 35. Rang im Sprint und den 34. Platz über 5 km Freistil. Bei den Nordischen Junioren-Skiweltmeisterschaften 2017 in Soldier Hollow lief sie auf den 44. Platz über 5 km Freistil und auf den 39. Rang im Skiathlon und bei den Nordischen Junioren-Skiweltmeisterschaften 2018 in Goms auf den 37. Platz über 5 km klassisch und auf den 25. Rang im Skiathlon. In der Saison 2018/19 kam sie bei den Nordischen Junioren-Skiweltmeisterschaften 2019 in Vuokatti auf den 13. Platz im 15-km-Massenstartrennen und auf den zehnten Rang über 5 km Freistil und bei den nordischen Skiweltmeisterschaften 2019 in Seefeld in Tirol auf den 53. Platz über 10 km klassisch. In der folgenden Saison nahm sie in Pokljuka erstmals am Alpencup teil und errang dabei den 40. Platz im Sprint und den 19. Platz über 10 km Freistil und gab in Östersund ihr Debüt im Weltcup, welches sie auf dem 64. Platz über 10 km Freistil beendete. Bei den U23-Weltmeisterschaften 2020 in Oberwiesenthal belegte sie den 32. Platz über 10 km klassisch und den 26. Rang im 15-km-Massenstartrennen. Im folgenden Jahr lief sie bei den U23-Weltmeisterschaften in Vuokatti auf den 27. Platz über 10 km Freistil und bei den nordischen Skiweltmeisterschaften 2021 in Oberstdorf auf den 54. Platz über 10 km Freistil und auf den 41. Rang im Skiathlon. In der Saison 2021/22 holte sie bei der Tour de Ski 2021/22 mit dem 41. Platz ihre ersten Weltcuppunkte und errang bei den Olympischen Winterspielen 2022 in Peking den 48. Platz im 30-km-Massenstartrennen und jeweils den 47. Platz über 10 km klassisch sowie im Skiathlon.

## Teilnahmen an Weltmeisterschaften und Olympischen Winterspielen

### Olympische Spiele
- 2022 Peking: 47. Platz 15 km Skiathlon, 47. Platz 10 km klassisch, 48. Platz 30 km Freistil Massenstart

### Nordische Skiweltmeisterschaften
- 2019 Seefeld in Tirol: 53. Platz 10 km klassisch
- 2021 Oberstdorf: 41. Platz 15 km Skiathlon, 54. Platz 10 km Freistil
- 2023 Planica: 39. Platz 15 km Skiathlon, 43. Platz 10 km Freistil